# Stresemannstraße (Bremen)
Die  Stresemannstraße ist eine Straße in Bremen Stadtteil Hemelingen, Ortsteil Hastedt. Sie führt in West-Ost-Richtung von der Bismarckstraße zur Hastedter Heerstraße. Sie ist eine zentrale Durchgangsstraße.
Die Querstraßen und Anschlussstraßen wurden benannt u. a. als  Bismarckstraße 1872 nach dem ersten Reichskanzler des Deutschen Reiches Otto von Bismarck, Bennigsenstraße nach dem liberaler Politiker Rudolf von Bennigsen (1824–1902), Mindener Weg, Steubenstraße nach dem preußischen Offizier und US-amerikanischen Generalmajor und Baron Steuben, Ludwig-Quidde-Straße nach Historiker,  Politiker und Friedensnobelpreisträger (1927), Legienstraße nach dem Gewerkschaftler Carl Legien (1861–1920), Sodenstich nach einer Flurbezeichnung als Sode wie Grassode, Glückstraße als Erfüllung menschlicher Wünschen, Thulesiusstraße nach dem Arzt Eberhard Thulesius (1839–1913), Malerstraße (Bedeutung Unklar) und Hastedter Heerstraße nach dem Ortsteil Hastedt, wobei Heerstraßen im 19. Jahrhundert auf vorhandene Ortsstraßen ausgebaut wurden; ansonsten siehe beim Link zu den Straßen.

## Geschichte

### Name
Die damals neu als Verlängerung der Bismarckstraße angelegte Straße wurde 1953 nach dem Nationalökonomen, liberalen Politiker (Deutsche Volkspartei (DVP)) und Staatsmann Gustav Stresemann (1878–1929) benannt. Stresemann war Reichskanzler (1923) und von 1923 bis 1929 Reichsminister des Auswärtigen der Weimarer Republik. Er trug zur Verbesserung der Beziehung mit Frankreich bei. 1926 erhielt er zusammen mit seinem französischen Amtskollegen Aristide Briand den Friedensnobelpreis.

### Entwicklung
Das Dorf Herstede wurde zuerst 1226 erwähnt. Es gehörte zum Erzstift und Herzogtum Bremen, im 15. Jahrhundert zur Gografschaft Achim und 1649 zum  Herzogtum Bremen. Seit 1803 ist Hastedt eine Landgemeinde von Bremen und wurde 1902 in die Stadt Bremen eingemeindet. Wegen der Rüstungsbetriebe wurden Hastedt 1944/45 häufiger bombardiert.
Um die neuere Stresemannstraße entstand ein Gewerbezentrum mit vielen Betrieben im Kfz-Bereich. Das Bunge Fahrzeugwerk hatte hier von 1954 bis 1973 ein größeres und moderneres Werk in dem Tankfahrzeuge produziert wurden. Waldemar Koch baute hier einen Filialbetrieb des Autohauses Schmidt + Koch.

### Verkehr
Von 1812 bis 1814 wurde unter französischer Besetzung eine neue gepflasterte Heerstraße angelegt. Sie sollte eigentlich geradlinig am Dorf vorbei entlang der heutigen Stresemannstraße durch das beste Kornland der Hastedter Bauern führen, was deren Proteste verhinderten. Die Heerstraße verlief nun südlich der Stresemannstraße.
Mit dem Aus- und Neubau der Stresemannstraße und der Malerstraße sowie der Pfalzburger Straße wurde in den 1960er Jahren eine Verbindung zum Hemelinger Autobahnzubringer der Autobahn A 1 erreicht und die Hastedter Heerstraße mit Richtung Hemelingen und Osterholz angebunden.
Die Straßenbahn Bremen tangiert heute die Straße mit der Linie 2 (Gröpelingen – Sebaldsbrück) und der Linie 10 (Gröpelingen – Hauptbahnhof – Sebaldsbrück) die Straße an der Hastedter Heerstraße.
Im Nahverkehr in Bremen fährt die Buslinie 25 (Weidedamm ↔ Osterholz) im Bereich Bismarckstraße bis Steubenstraße.

## Gebäude, Anlagen
An der Straße stehen ein bis fünfgeschossige Gebäude, die gewerblich genutzt werden und alle nach dem Zweiten Weltkrieg entstanden.
Erwähnenswerte Gebäude und Anlagen
Nordseite
- Nr. 4 bis 10: 5-gesch. Neubau in U-Form mit u. a. Sitz der Telekom Deutschland in Bremen und mit einem etwas älterem 4-gesch. Gebäude
- Nr. 14: 1-gesch. Fachzentrum der Bauhaus Bremen mit davor liegenden Parkplatz
- Nr. 48: 5-gesch. neueres Bürogebäude mit Innenhof, 3-gesch. neueres Bürohaus an der Straße und 7- bis 8-gesch. etwas älteres Bürohaus dahinter: Stadtamt Bremen als zentrale Dienstleistungsbehörde mit BürgerServiceCenter, Kfz-Zulassungsstelle Bremen, Ausländerbehörde und Fundamt
- Nr. 52: 5-gesch. Geschäfts- und Bürohaus
- Nr. 54: 5-gesch. Bürohaus
- Nr. 58/60 Ecke Legienstraße: 5-gesch. Bürohaus

Südseite
- Nr. 1–7: 1- und 3-gesch. Autohaus mit u. a. Schmidt + Koch
- Nr. 13: 1-gesch. Einkaufszentrum für Fahrräder
- Nr. 13A: 1-gesch. Autowaschzentrum
- Nr. 21: 1-gesch. Autohaus
- Nr. 23/25: 1- und 2-gesch. Autohaus
- Nr. 29: 5-gesch. Bürohaus mit u. a. Bremer Akademie für berufliche Weiterbildung
- Nr. 31/33: 3-gesch. Fachmarkt (Hellweg-Centrum)
- Nr. 39: 2-gesch. Bürohaus mit u. a. bfw - Bildungsstätte für die Fachbereiche Technik, Handwerk, Industrie, Büro und IT
- Nr. 47: 1- und 2-gesch. Autohaus